# Мегді Торабі
Мегді Торабі (перс. مهدی ترابی‎‎, нар. 10 вересня 1994, Кередж) — іранський футболіст, півзахисник клубу «Сайпа».
Виступав, зокрема, за клуб «Сайпа», а також національну збірну Ірану.

## Клубна кар'єра
У дорослому футболі дебютував 2012 року виступами за команду клубу «Сайпа», кольори якої захищає й донині.

## Виступи за збірну
У 2015 році дебютував в офіційних матчах у складі національної збірної Ірану. Наразі провів у формі головної команди країни 12 матчів, забивши 4 голи.

## Титули і досягнення
- Чемпіон Ірану (4):

Персеполіс: 2018-19, 2019-20, 2020-21, 2022-23
- Володар Кубка Ірану (2):

Персеполіс: 2018-19, 2022-23
- Володар Суперкубка Ірану (3):

Персеполіс: 2019, 2020, 2023